# Galium buschiorum
Galium buschiorum är en måreväxtart som beskrevs av A.D. Mikheev. Galium buschiorum ingår i släktet måror, och familjen måreväxter. Inga underarter finns listade i Catalogue of Life.